# Remminger Schlössle

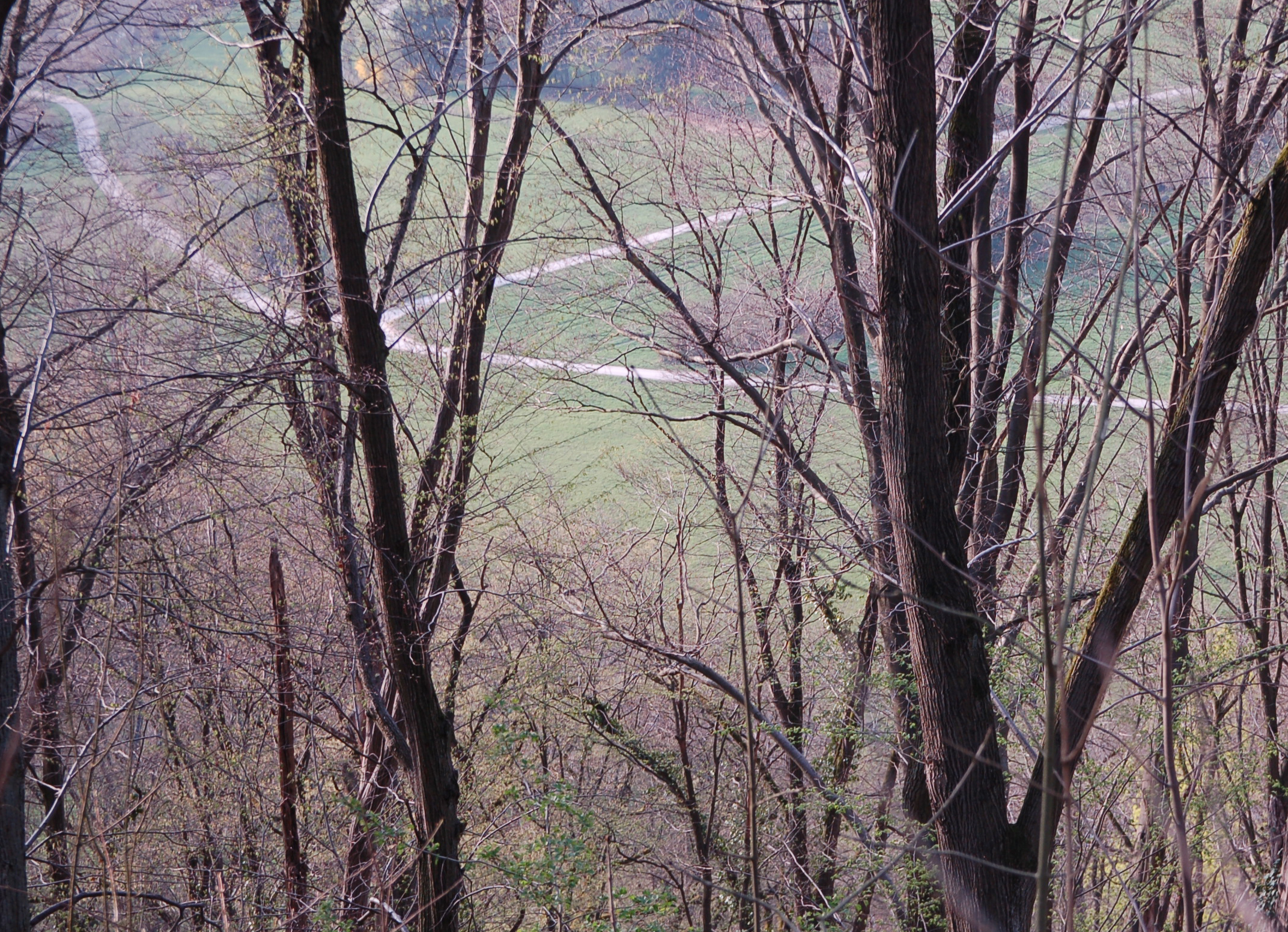
Blick vom Burgstall durch den Bannwald auf den Remmigheimer Siedlungsplatz

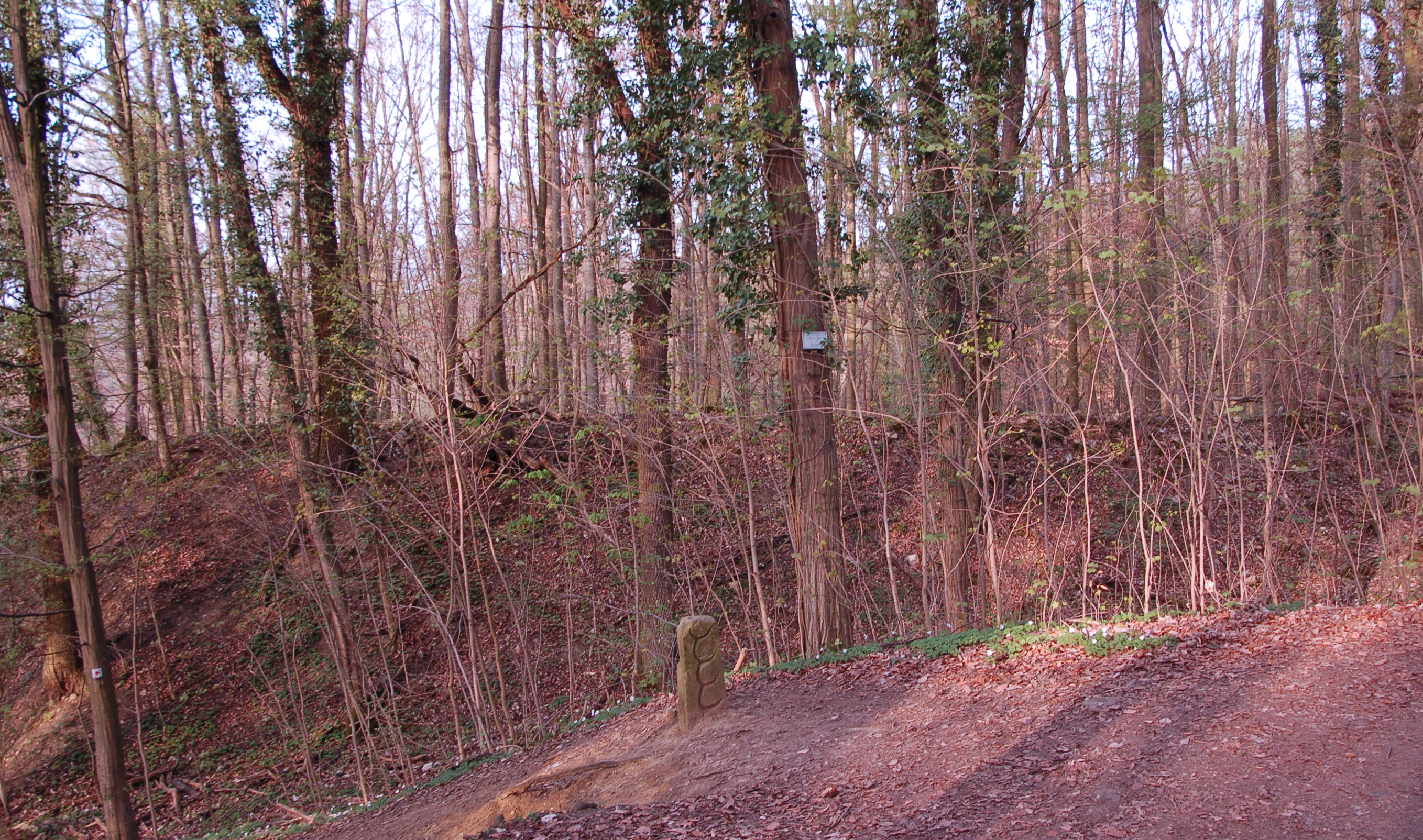
Relikte des Schlössles mit württembergischem Grenzstein vor dem ehemaligen Graben

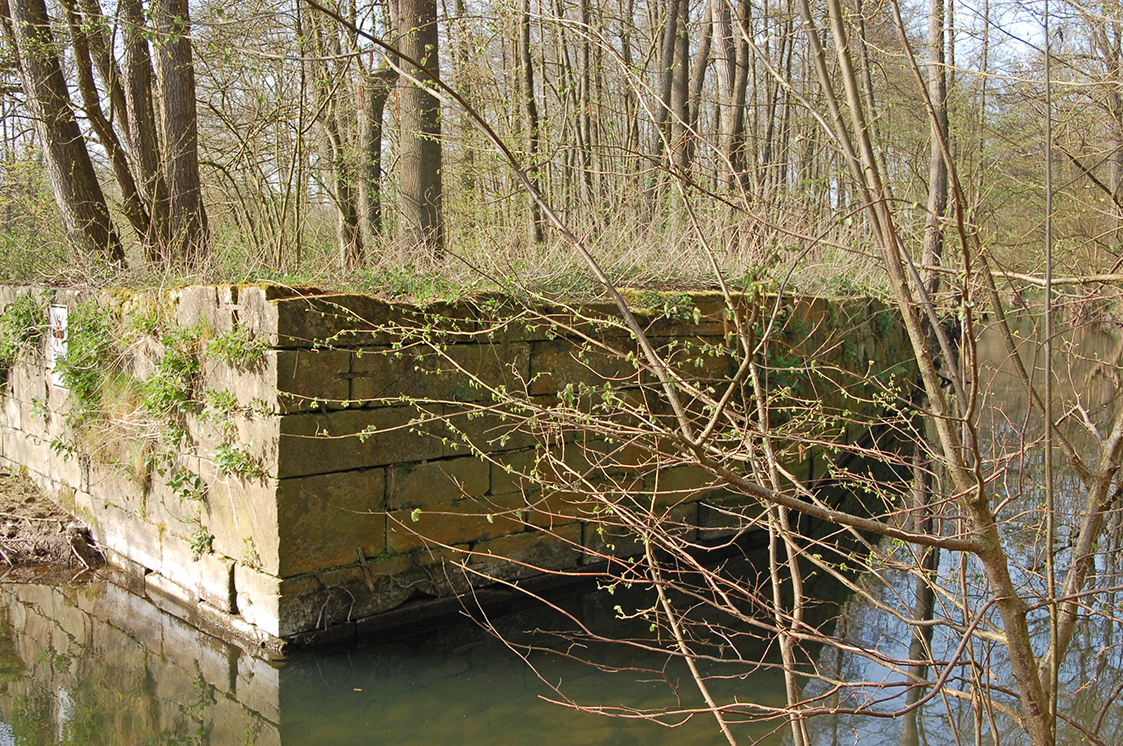
Die großen behauenen Steine des Einlassbauwerks zum Flößerkanal könnten von der Ruine stammen

Die „Remminger Schlössle“ genannte Burg über Remmigheim ist eine abgegangene Höhenburg der frühen Herren von Remmichingen. Der Burgstall liegt über dem Enztal gegenüber der Wüstung des gleichnamigen Dorfes, dessen ehemalige Markung heute zu Bietigheim-Bissingen im baden-württembergischen Landkreis Ludwigsburg gehört.

## Burgstall
Der im Volksmund „Schlössle“ genannte und so auch auf topographischen Karten verzeichnete Burgstall auf dem steilen Prallhang rechts der Enz liegt inmitten des Naturschutzgebiets „Leudelsbachtal“. Er ist heute bewaldet und weit größer, als das Diminutiv des Namens vermuten lässt. Relikte des Grabens, der die an der Hangkante liegende Burg hufeisenförmig von der Hochfläche des Rotenacker Waldes trennt, sind noch gut erkennbar. Er umschließt ein teils aufgefülltes Plateau, das von einem Mauerring eingefasst war, von dem noch eine fast geschlossene Schutthalde zeugt. Unterbrochen ist die Halde für einen Einlass von Osten her. Größere behauene Steine sind nicht zu sehen. Vermutlich wurden sie in den Grüninger Weinbergen am Oberen Wannenberg, in deren Trockenmauern sich zahlreiche burgtypische Steine finden, und am Remmigheimer Flößerkanal verbaut, der um 1760 vergrößert wurde und ein massives Einlassbauwerk erhielt.
Eine archäologische Untersuchung des in der topographischen Karte von 1897 noch als „Ruine“ bezeichneten Burgstalls steht noch aus.

## Entstehung und Standortwahl
Die Burg dürfte um 1100 von dem 1089 erstmals urkundlich belegten Ministerialengeschlecht der Herren von Remmigheim erbaut worden sein. Dafür, dass die rund 70 Meter höher gelegene Burg zu Remmigheim gehörte, spricht neben dem Verlauf der Remmigheimer Markungsgrenze auch die Standortauswahl: Von hier aus konnte man nicht nur den Enzübergang, das Dorf und die Flößergasse, sondern auch flussauf- wie flussabwärts die Enz sowie die Landstraßen parallel zur Enz und nach Großsachsenheim hervorragend überblicken. Außerdem hatte man direkten Blickkontakt zu den Burgen der Verwandtschaft in Unterriexingen und über Untermberg. Wie der Name des heute den Burgstall umgebenden Rotenacker Waldes vermuten lässt, war einst auch der Blick nach Bissingen, Brachheim und Tamm nicht von Bäumen verstellt.
Alte Pfade und Wege führten vom Burgstall aus nicht nur über eine Brücke nach Remmigheim und Sachsenheim, sondern geradenwegs nach Bissingen, Brachheim (abgegangene Siedlung mit Burg bei Tamm) und Grüningen (heute Markgröningen) sowie zur Schlüsselburg und zur Unterriexinger Burg.
Ein im Februar 1342 zwischen Markgraf Rudolf IV. von Baden und Graf Ulrich III. von Württemberg geschlossener Vertrag, der die Flößerei zwischen Schwarzwald und Heilbronn regelte, belegt ein mittelalterliches Vorgängerbauwerk des Flößerkanals, der eine lukrative Einnahmequelle darstellte: Am Remmigheimer Wehr musste „das Befahren der Floßgasse mit vier Heller bezahlt werden“.

## Ortsadel
Vom 11. bis 14. Jahrhundert lässt sich ein ortsansässiges Adelsgeschlecht nachweisen, das sich 1089 „von Remmincheim“, 1160 „von Remichingin“, 1258 „von Remchigen“, 1287 „von Remenkein“, 1291 „von Remichain“ und schließlich „von Remchingen“ schrieb und im Wappen „zwei gekreuzte Glevenstäbe“ führte, das heißt mit Lilien besetzte Glefen. Das in zahlreichen Urkunden erwähnte Geschlecht war auch außerhalb Remmigheims begütert, war mit den benachbarten Ortsadeligen von Sachsenheim, von Riexingen, von Wihingen und den Bietigheimer Ganerben von Venningen verwandt und diente verschiedenen Lehnsherren:
- 1089 erscheint im Bempflinger Vertrag „Sigeboto von Remmincheim“ – offensichtlich räumlich zugeordnet – nach dem Gefolgsmann Marquard von Grüningen als Zeuge des Grafen Werner von Grüningen.[10]
- 1160 werden in einer Urkunde des Bischofs Günther von Speyer für das Kloster Maulbronn neben „Cunrat de Remichingin“ weitere benachbarte Lehensleute des Grafen Egino von Vaihingen aufgeführt: zum Beispiel Heinrich und Wortwin „de Wihingin“ (Enzweihingen), „Adelbreth de Burfultingin“ (Pulverdingen), „Sigewart de Uraha“ (Aurich), „Wernher de Russewag“ (Roßwag) und „Cunrat de Nuzdorf“ (Nußdorf).[11]
- 1259 besiegelt Berthold „von Remichigen“ zusammen mit seinem mutmaßlichen Bruder „Cunradus advocatus“ (Vogt von Vaihingen an der Enz siehe 1271) eine Urkunde von Werner von Nöttingen und dessen Töchtern vermutlich als Schwiegersohn und künftiger Ortsherr von Nöttingen bzw. Burgherr der nach seinem Geschlecht umbenannten Burg Remchingen bei Wilferdingen. Das Siegel zeigt zwei gekreuzte Lilienstäbe mit der Umschrift „SIGILLVM BERTOLDI DE REMICHIGEN“.[12]
- 1270 erscheint Berthold von Remichingen in einer Urkunde von Bischof Heinrich von Speyer als Zeuge – eingebunden in benachbarte Adelige: „Albertus de Erllekeim (Erligheim), Eigelharduss de Hochenegge (Hoheneck), Cunradus de Etherdingen (Echterdingen), Herther de Herthenegge (Harteneck), Fridericus de Ditzenbach“ (Bad Ditzenbach).[13]
- 1271 stimmen die Brüder der verstorbenen „Gertrud de Remechingen“, „domino Ber[toldo] seniore, C[unrado] advocato [von Vaihingen] et domino Swa[neggero]“, dem Vollzug ihrer testamentarischen Stiftung zu, die ihr Witwer Reinhard von Höfingen in Nöttingen zugunsten des Klosters Herrenalb vollzieht.[14]
- 1271 werden in einer Urkunde des Grafen Conrad von Vaihingen die drei Brüder „Berhdoldus“, „Cunradus“ (Vogt) und „Swenegerus“ als „domini“ „de Remichingen“ aufgeführt; also nicht als Ministeriale, sondern als Edelfreie.[15] Inzwischen könnte Berthold eventuell mit seinen Brüdern als Ganerben in den Besitz von Burg Remchingen im Pfinztal gekommen sein und diese nach ihrem Geschlecht bzw. Herkunftsort benannt haben.
- 1287 bezeugt in Vaihingen „Heinrich von Remenkein“ eine in Deutsch verfasste Urkunde der Grafen Konrad und Heinrich von Vaihingen zusammen mit zahlreichen anderen rund um Vaihingen angesiedelten Zeugen.[16]
- 1291 bezeugt in Vaihingen erneut ein „Conradus de Remichain“, vermutlich der zuvor genannte Vogt, eine Urkunde des Vaihinger Grafen zusammen mit „Hermannus de Sahsenhain“, „Eberhardus de Tamme“ und anderen.[17]
- 1295 beurkundet Rudolf von Roßwag, dass Ritter „Svennenger von Remichingen“ und seine Vorfahren seit langer Zeit die Dörfer Mutschelbach und Wiesloch von ihm zu Lehen gehabt haben und jener damit seine Tochter, die Frau Heinrichs von Lomersheim, ausgestattet hat und dass dessen Sohn Konrad gemeinsam mit Sweneger und dessen Sohn Konrad die Dörfer an Kloster Herrenalb verkauft haben und Sweneger ihm zur Erlangung seiner lehensherrlichen Zustimmung den dritten Teil des Dorfs Wustenglatebach zu Lehen gemacht hat (besiegelt von Markgraf Friedrich von Baden).[18]
- 1317 verkauft das Grüninger Heilig-Geist-Spital an Berthold von „Remenkein“, Bürger zu Vaihingen und vermutlich ein Sohn des verstorbenen Vogts Konrad, Gülten vom Zehnten in Weihingen (Enzweihingen) sowie von einem Weinberg und einem Acker in Vaihingen.[19]
- 1341 fielen Hans von Remchingen über seine Gattin Elisabeth, der Tochter des ohne männlichen Erben gestorbenen Heinrich Wohlgemuths von Roßwag und dessen Gattin Clara von Niefern, einige Güter dieses Roßwager Zweigs (u. a. in Mühlhausen an der Enz) zu.[20]
- 1351 beurkundeten Äbtissin Elisabeth und die Chorfrauen des Klosters Oberstenfeld, dass Guta von Roßwag, Chorfrau daselbst, und ihre Schwester Elisabeth von Remchingen, Nonne des Klosters zu Lauffen, ihr Leibgeding aus Gütern zu Merklingen, die das Kloster Herrenalb von ihrem Bruder Berthold von Roßwag, „ehemals Bischof von Perfeteon“, erkauft hatte, an Heinrich von Straßburg, Mönch des Klosters Herrenalb, um 20 Pfund verkauft und wie das Kloster Oberstenfeld selbst auf alle Ansprüche an jene Güter verzichtet haben.[21]

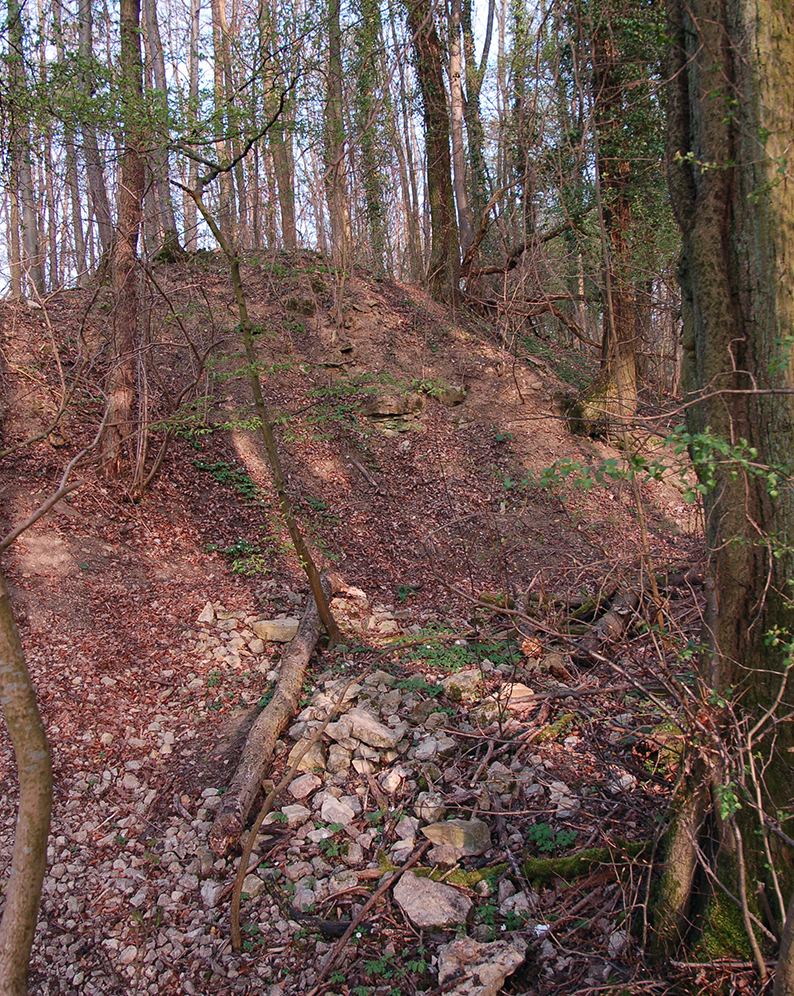
Schutthalde des Mauerrings

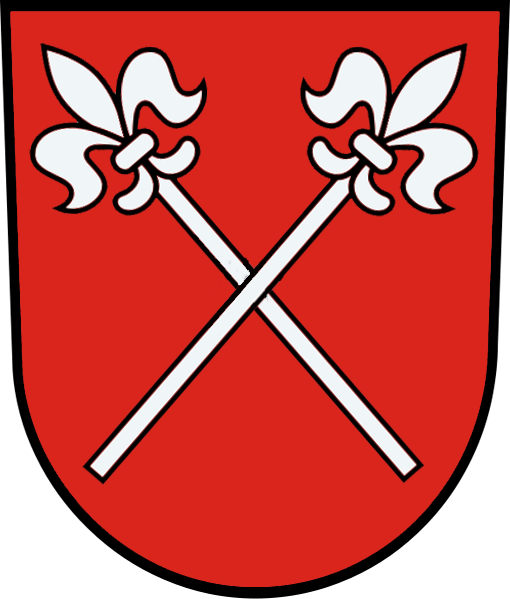
Wappen des Remminger Ortsadels

Der Abgang des ortsansässigen Adelsgeschlechts in Remmigheim könnte auch mit den im 14. Jahrhundert erfolgten Güterverkäufen ihres wirtschaftlich angeschlagenen Vaihinger Lehnsherrns an die Markgrafen von Baden zusammenhängen. Diese Güter gelangten über die Grafen von Oettingen bald an die Grafen von Württemberg. Ab 1356 waren die Relikte der Vaihinger Grafschaft samt Burg und Stadt Vaihingen nahezu komplett in Württemberger Hand. Die Remminger Güter kamen derzeit an die Herren von Sachsenheim, die für das unweit der Burg Altsachsenheim gelegene „Remminger Schlössle“ vermutlich keine Verwendung mehr hatten.
Ende des 16. Jahrhunderts waren sowohl Remmigheim als auch die Burg bereits abgegangen, was eine Karte der „Greininger Beamptung“ um 1575 belegt: Im ehemaligen Sachsenheimer Herrschaftsgebiet, das man nach dem Erlöschen dieses Geschlechts (1561) vorübergehend ins Grüninger Amt einbezogen hatte, sind Burg und Dorf nicht mehr eingezeichnet.
Das von den Württembergern im Rotenacker sternförmig angelegte Wegenetz wurde auf das Remminger Schlössle ausgerichtet.